# Mario Ramírez Treviño
Mario Armando Ramírez Treviño (nacido el 5 de marzo de 1962-13 de marzo del 2025), también conocido por sus aliases «El Pelón» y/o «X20», fue un supuesto narcotraficante y líder del Cártel del Golfo, una organización criminal mexicana.

## Biografía
Cerca del año 2000, Ramírez Treviño trabajaba como un hombre cercano a Jaime González Durán (alias El Hummer), uno de los fundadores de Los Zetas, otra organización criminal mexicana con base en el norte de México. En el 2008, éste fue arrestado y sentenciado a 35 años en prisión. Dos años más tarde, Los Zetas, quienes fungían como el brazo armado del Cártel del Golfo, consiguieron su independencia, causando una guerra entre ambos bandos. Ramírez Treviño, sin embargo, se mantuvo en las filas del Cártel del Golfo. Bajo el mando de Samuel Flores Borrego (alias El Metro 3), trabajó como el segundo del cártel en la ciudad de Reynosa, Tamaulipas. Sin embargo, tras una aparente traición dentro de la organización, Flores Borrego fue asesinado en septiembre de 2011 y Ramírez Treviño retomó su lugar en Reynosa. 
Con la muerte de su jefe, varios integrantes dentro del Cártel del Golfo se declararon la guerra. Para finales del 2012, las Fuerzas Armadas arrestaron a Mario Cárdenas Guillén y a Jorge Eduardo Costilla Sánchez, dos de los líderes más poderosos del cártel en su momento. Tras sus ausencias, Ramírez Treviño mandó asesinar a El Metro 4, Miguel "El Gringo" Villarreal, y otros líderes de la organización que se oponían a su liderato, convirtiéndose así en el líder máximo del Cártel del Golfo.

## Carrera criminal
Mario Armando Ramírez Treviño nació en México el 5 de marzo de 1962. A principios de la década del 2000, trabajó como un hombre cercano a Jaime González Durán (alias El Hummer), fundador y lugarteniente de alto mando de Los Zetas, una organización criminal que fungía como el brazo armado del Cártel del Golfo. Este fue arrestado en noviembre de 2008 y sentenciado a 35 años en prisión. Dos años más tarde en el 2010, Los Zetas consiguieron su independencia y ambos grupos se fueron a la guerra en el norte de México. Cuando Los Zetas y el Cártel del Golfo se separaron, Ramírez Treviño se mantuvo bajo las filas del Cártel del Golfo y se convirtió en el número dos del cártel en Reynosa, Tamaulipas. La zona era controlada por su jefe Samuel Flores Borrego (alias El Metro 3). Aunque la información nunca fue confirmada oficialmente, el Ejército mexicano prevé que Flores Borrego fue asesinado en septiembre de 2011 por integrantes de su propio cártel bajo órdenes de Juan Mejía González (alias R1) y Rafael Cárdenas Vela (alias El Junior), sobrino de Osiel Cárdenas Guillén. Tras su muerte, Ramírez Treviño, su mano derecha, tomó el liderazgo del cártel en Reynosa.
La muerte de Flores Borrego causó reveló dentro del Cártel del Golfo e intensificó una lucha interna que llevó a la muerte y arrestos de varios capos entre el 2011 y 2012. Cuando los líderes Mario Cárdenas Guillén y Jorge Eduardo Costilla Sánchez fueron arrestados en septiembre de 2012, Ramírez Treviño decidió tomar el liderazgo del cártel bajo su mando absoluto. Para hacerlo, mandó asesinar al lugarteniente El Metro 4, quién fue encontrado muerto en Reynosa el 15 de enero de 2013. Su muerte, sin embargo, intensificó el control de la ciudad con otros bandos no leales a Ramírez Treviño.

## Lucha interna en el Cártel del Golfo

### Balacera contra MiguelEl GringoVillarreal
En la noche del 10 de marzo de 2013, la lucha interna dentro del Cártel del Golfo se intensificó cuando pistoleros leales al líder Miguel "El Gringo" Villarreal y otros leales a Ramírez Treviño se enfrentaron en Reynosa por más de tres horas, paralizando varias avenidas de la ciudad. Después del enfrentamiento, el gobierno mexicano contabilizó 2 civiles muertos—la vida de un taxista y de un niño de ocho años. Reportes extraoficiales, no obstante, registraron la muerte de al menos 36 personas, entre ellos civiles armados (o supuestos miembros del Cártel del Golfo). El número de decesos posiblemente fue más alto de lo concebido, debido a que los pistoleros logaron llevarse muchos de los cuerpos en sus vehículos blindados. En la balacera supuestamente murió Jesús García Román (alias Comandante Puma), leal a Villareal, y estuvo presente Sergio Ortegón Silva (alias Comandante Cortez), quien apoyó a los sicarios de Ramírez Treviño.
Ramírez Treviño y El Gringo peleaban por el control de la venta droga en Reynosa. Para destituirlo del liderazgo, Ramírez Treviño le ordenó a sus hombres acabar con todo y con todos los que tuvieran vínculos con El Gringo, también con la ayuda del Cártel de Sinaloa. Él no apoyaba a El Gringo porque lo consideraba un narcotraficante violento y muy llamativo; sus vínculos con Juan Mejía González (alias R1), rival de Ramírez Treviño, no eran de su agrado. Stratfor mencionó en uno de sus reportes que la lucha interna entre ambos pudo haberse producido cuando El Gringo supuestamente traicionó al Cártel del Golfo y creó una alianza con Heriberto Lazcano Lazcano, exlíder máximo de Los Zetas. Reportes de inteligencia mencionan que la batalla entre El Gringo y Ramírez Treviño dejó un saldo de más de 60 muertos en las ciudades de Miguel Alemán y Camargo, Tamaulipas en marzo de 2013.
Después de varios enfrentamientos por el control de Reynosa, Ramírez Treviño se consolidó como el líder máximo del Cártel del Golfo en el 2013, una posición que competía con otros capos de alto mando desde que fueron capturados Costilla Sánchez y Mario Cárdenas Guillén a finales del 2012. Aunque aún no existe una versión oficial, la agencia de inteligencia Stratfor indicó que El Gringo y varios de sus asociados fueron asesinados el 10 de marzo de 2013 en Reynosa.

## Captura
Ramírez Treviño fue arrestado por elementos del Ejército y la Marina Armada de México en la ciudad de Reynosa, Tamaulipas el 17 de agosto de 2013.